# Peter Chermayeff
Peter Chermayeff (Londra, 1936) è un architetto e documentarista statunitense, specializzatosi nella progettazione, allestimento e gestione degli acquari.

## Biografia
Secondo figlio dell'architetto russo naturalizzato britannico Serge Chermayeff, trasferitosi negli Stati Uniti quando Peter aveva quattro anni, venne presto a contatto con grandi architetti come Richard Buckminster Fuller e Walter Gropius.
Ha studiato presso la Phillips Academy di Andover e ad Harvard dove nel 1957 si è laureato con lode e dove nel 1962 ha conseguito il master in architettura.
Durante i suoi studi, nel 1961, ha realizzato il suo primo film sperimentale Orange and Blue. Appassionato naturalista, nel 1971 e nel 1984 ha fatto due spedizioni nella riserva di Ngorongoro in Tanzania realizzando diversi documentari sulla fauna selvatica, che sono stati poi diffusi negli Stati Uniti.
Nel 1962, a soli 26 anni, con la società "Cambridge Seven Associates" (C7A) costituita con sei giovani colleghi, vinse la progettazione per la costruzione del New England Aquarium di Boston. Con questa società ha lavorato per l'ammodernamento del sistema di trasporto pubblico di Boston, il padiglione degli Stati Uniti all'Expo 1967 di Montréal, il museo d'Arte di San Antonio in Texas, il museo Nivola a Orani in Italia e, soprattutto, diversi grandi acquari.
Infatti, dopo il completamento dell'acquario di Boston (1969), negli anni successivi ha costruito i grandi acquari di Baltimora (National Aquarium, 1981), Ōsaka (Kaiyūkan, 1990), Chattanooga (Tennessee Aquarium, 1992), Genova (Acquario di Genova, 1992) e Lisbona (Oceanário de Lisbõa, 1998) e in Sardegna (Acquario di Cala Gonone, 2010).
Nel 1998, Chermayeff ha lasciato la sua prima società per fondarne un'altra, la CSP, con due soci più giovani, Peter Sollogub e Bobby Poole. 
Successivamente, pur cambiando assetto societario, ha continuato la collaborazione con Poole, sviluppando nuove idee e nuovi progetti tra cui piani per l'Oceanario di Pier 40 sull'Hudson a Manhattan, per i padiglioni della foresta pluviale in Iowa, per un grande acquario in Singapore, per il Museo Nazionale di Scienze e Tecnologie Marine in Taiwan, per il Museo della Scienza e della Tecnologia a Milwaukee (Wisconsin) e per l'espansione dell'acquario e dello zoo di Berlino.
Dal 1990, inoltre, Chermayeff è presidente della società IDEA, da lui fondata per l'avvio, la gestione, lo sviluppo e il funzionamento dei grandi acquari pubblici. 
Ha insegnato alla Harvard Graduate School of Design, è stato membro del Consiglio di Design Consultants dell'Università della Pennsylvania, del Board of Advisors della School of Visual della Boston University Arts e del Visiting Committee della Rhode Island School of Design. Dal 1983 è fellow dell'American Institute of Architects.

## Curiosità
Nell'estate del 1957 il giovane Peter, che era stato allievo di Costantino Nivola in un corso tenuto ad Harvard dall'artista sardo, visse per tre mesi nella casa di quest'ultimo ad East Hampton, lavorando con lui alla realizzazione dei pannelli decorativi per la facciata della Hartford Mutual Insurance Company, con la tecnica del sand casting.